# Apotheke zu Kötzschenbroda
Die Apotheke zu Kötzschenbroda, 1871 bis 1902 Löwen-Apotheke und seit 1929 Stadtapotheke, liegt in der Bahnhofstraße 19 an der Ecke zur Hermann-Ilgen-Straße im Stadtteil Kötzschenbroda der sächsischen Stadt Radebeul. Das unter Denkmalschutz stehende Gebäude wurde an dieser Stelle 1867 errichtet und gehörte um 1890 Hermann Ilgen, der mit seiner dortigen Ratten- und Mäusegift-Produktion zu Reichtum kam und sich den Beinamen „Mäusetod“ erwarb.

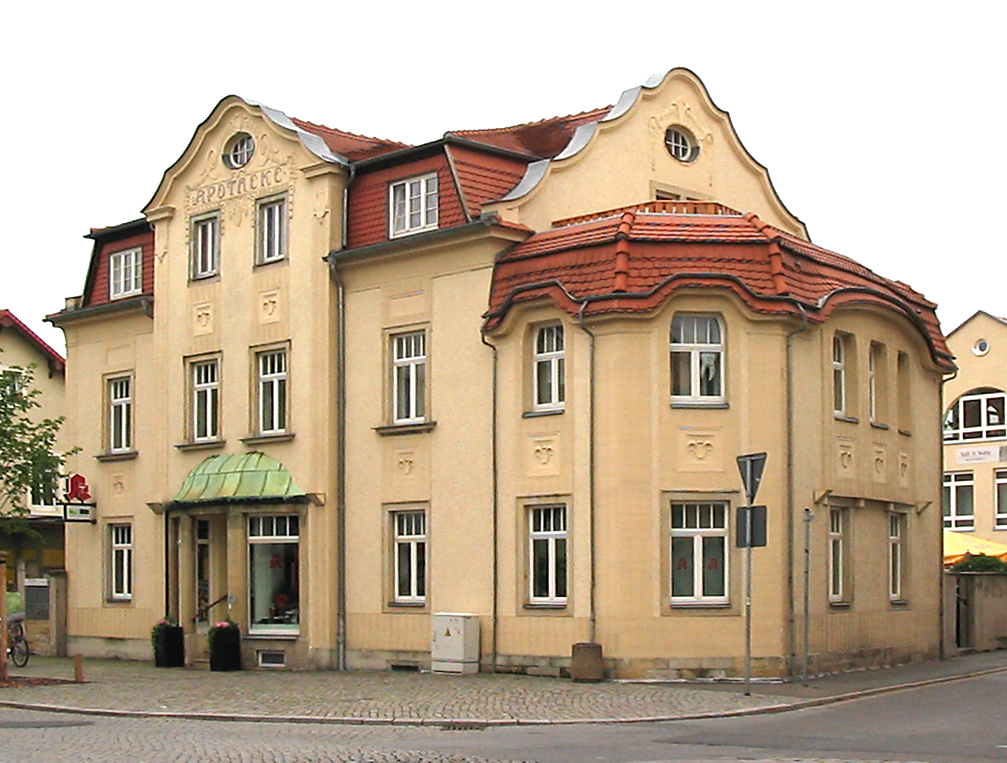
Stadtapotheke in Kötzschenbroda, 2008

## Beschreibung

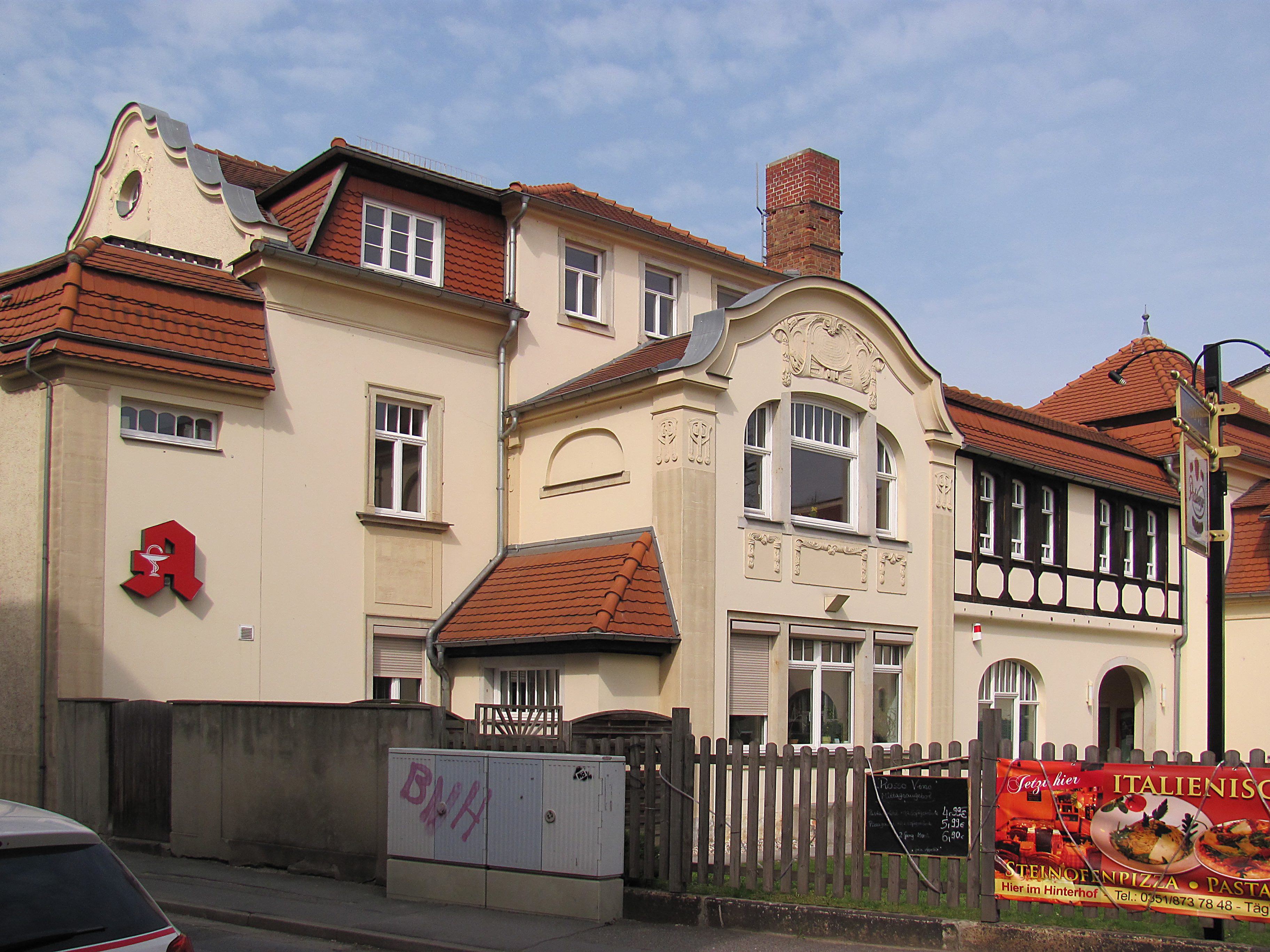
Stadtapotheke, Gebäuderückseite an der Hermann-Ilgen-Straße, 2012

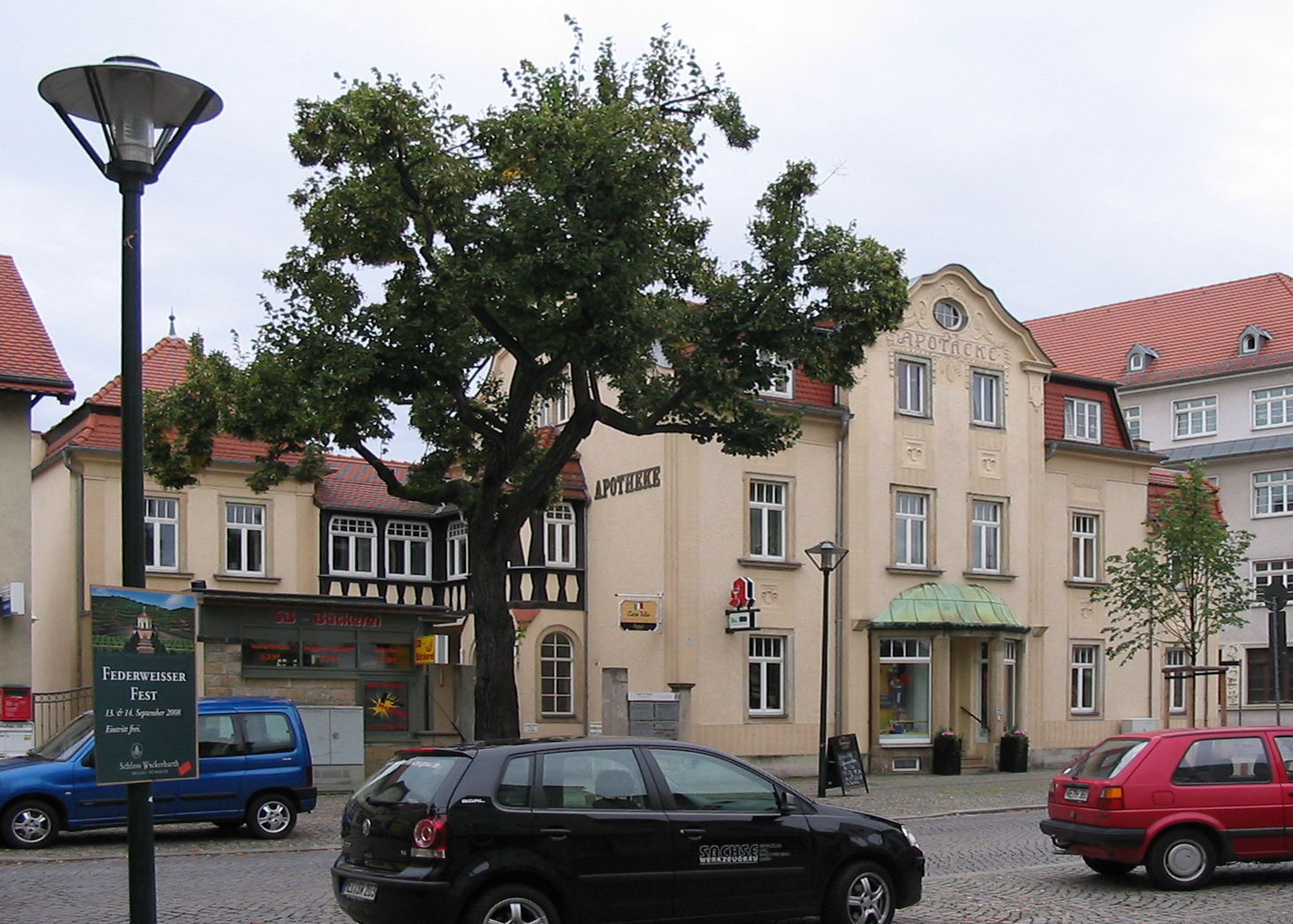
Stadtapotheke in Kötzschenbroda, mit linken Nebengebäuden, 2008. Rechts dahinter steht das Sparkassengebäude Kötzschenbroda

Das ursprüngliche Gebäude war ein zweigeschossiges Wohnhaus mit einem Mittelrisaliten mit Sparrengiebel unter einem flachen Satteldach. Der zweigeschossige, jugendstilige Anbau von 1904 an der Hermann-Ilgen-Straße hat einen polygonalen Grundriss.
Die jugendstilgemäße Angleichung des Gebäudes führte zu einer „malerischen, in sich einheitlichen Baugruppe“ mit konkav gewellten Giebeln in der Haupt- wie auch in der Nebenansicht mit einem Mansardzeltdach. Der geputzte Bau wird durch Lisenen sowie durch unterschiedliche Strukturputze und einige wenige Stuckaturen gegliedert.
In der linken Seitenansicht findet sich eine zweigeschossige Laubengangarchitektur mit Fachwerk sowie ein Nebengebäude. Der Eingang in der Gebäudemitte erhielt ein geschweiftes Vordach aus Kupfer.

## Geschichte

Damalige Löwen-Apotheke zu Kötzschenbroda, um 1890. Im Besitz Ilgens noch mit eigenem Vorgarten

Bereits um 1760 eröffnete der Apotheker Irmler die erste Apotheke in der Lößnitz, wandelte sie jedoch 1772 in einen Kramwarenladen um. Auf diesem lag bis in das 19. Jahrhundert die exklusive Salzhandelslizenz für Kötzschenbroda. In dem Gebäude Altkötzschenbroda 48 war ab 1845 kurzfristig eine Sektkellerei und ist ab 2002 die Gaststätte „Alte Apotheke“.
In den Kötzschenbrodaer Dorfrügen von 1803 wird zwar das Apothekenrecht ausdrücklich erwähnt, jedoch wurde erst 1826 durch Johann Gottlieb Strasser in der heutigen Kötitzer Straße eine neue Apotheke zu Kötzschenbroda eröffnet, damals noch mit angeschlossener Materialienhandlung. Sein Nachfolger Friedrich Waldemar Vogel verlegte am 24. Dezember 1870 die Apotheke in das Gebäude in der Bahnhofstraße 19 und benannte sie in „Löwen-Apotheke“ um. Das Gebäude war 1867 für den Bauern und Gutsbesitzer Karl Traugott Schubert durch den Baumeister August Große erbaut worden. Heinrich Moll erwarb 1875 die Apotheke.
Molls Nachfolger Hermann Ilgen übernahm 1882 oder 1888 für den enormen Kaufpreis von 120.000 Mark die heruntergewirtschaftete Löwen-Apotheke, die er komplett sanierte. Während dieser Zeit brachte Ilgen ein neuartiges Ratten- und Mäusegift auf den Markt, die Phosphorpille, die er weltweit erfolgreich verkaufen konnte, was ihm neben einem großen Vermögen auch den Spitznamen „Mäusetod“ einbrachte. Der Kaufpreis erklärt sich darüber, dass bereits der Vorgänger von Ilgen in seiner Apotheke das Mäusegift produziert hatte.
Ilgen hatte 1883 die Leipzigerin Anna Mathilde Steffen geheiratet, wodurch er mit dem vermögenden Leipziger Baurat Otto Heinrich Steffen verwandt wurde. Seine Frau besaß wertvolle Grundstücke nahe dem heutigen Leipziger Hauptbahnhof. Im gleichen Jahr wurde Ilgen Mitbegründer der Sparkasse in Kötzschenbroda, die ein Gebäude direkt neben seiner Apotheke bezog. Nach dem Verkauf der Apotheke 1892 oder 1894 an Gustav von Schleppegrell zog Ilgen nach Dresden, wo er sich Immobiliengeschäften und seinem Mäzenatentum widmete.
Der Besitzer ab 1903, Apotheker Curt Schnabel, benannte die Apotheke in „Apotheke zu Kötzschenbroda“ zurück und ließ 1904 durch Georg Heinsius von Mayenburg (Realisierung durch Alfred Große) an die Seite zur Hermann-Ilgen-Straße eine jugendstilige Erweiterung anbauen. 1907 wurde das Haupthaus vom gleichen Architekten im Stil angepasst und der Ladenvorbau errichtet. Schnabel wurde 1926 zum Ehrenbürger der Stadt Kötzschenbroda ernannt. Sein Schwiegersohn übernahm 1927 das Geschäft, dessen Familie es bis 1969 weiterführte.
Von 1969 bis 1972 sowie noch einmal 1999/2000 wurde das Gebäude umfassend saniert.

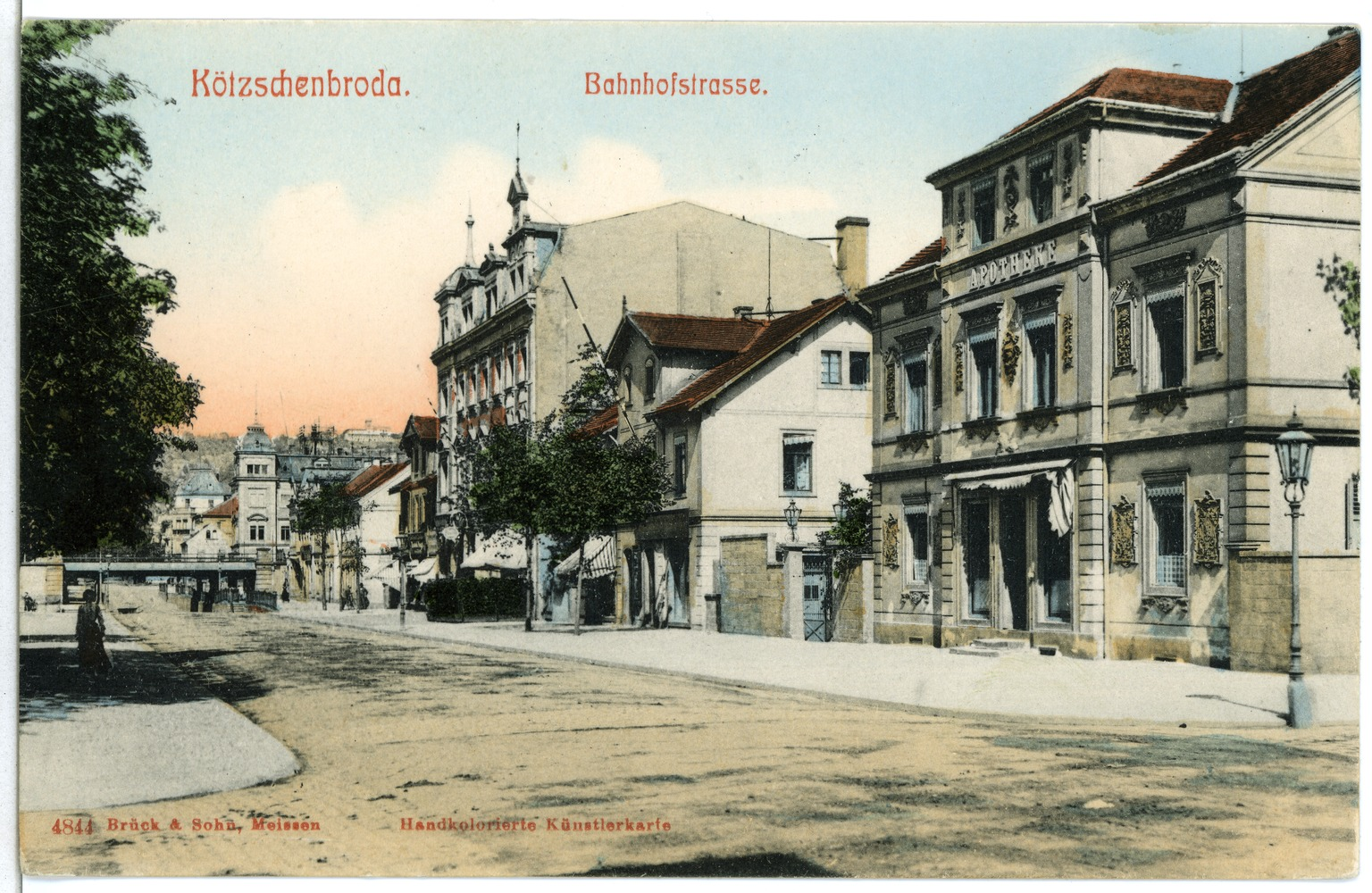
1903: Ohne Vorgarten, mit Fassadenschmuck
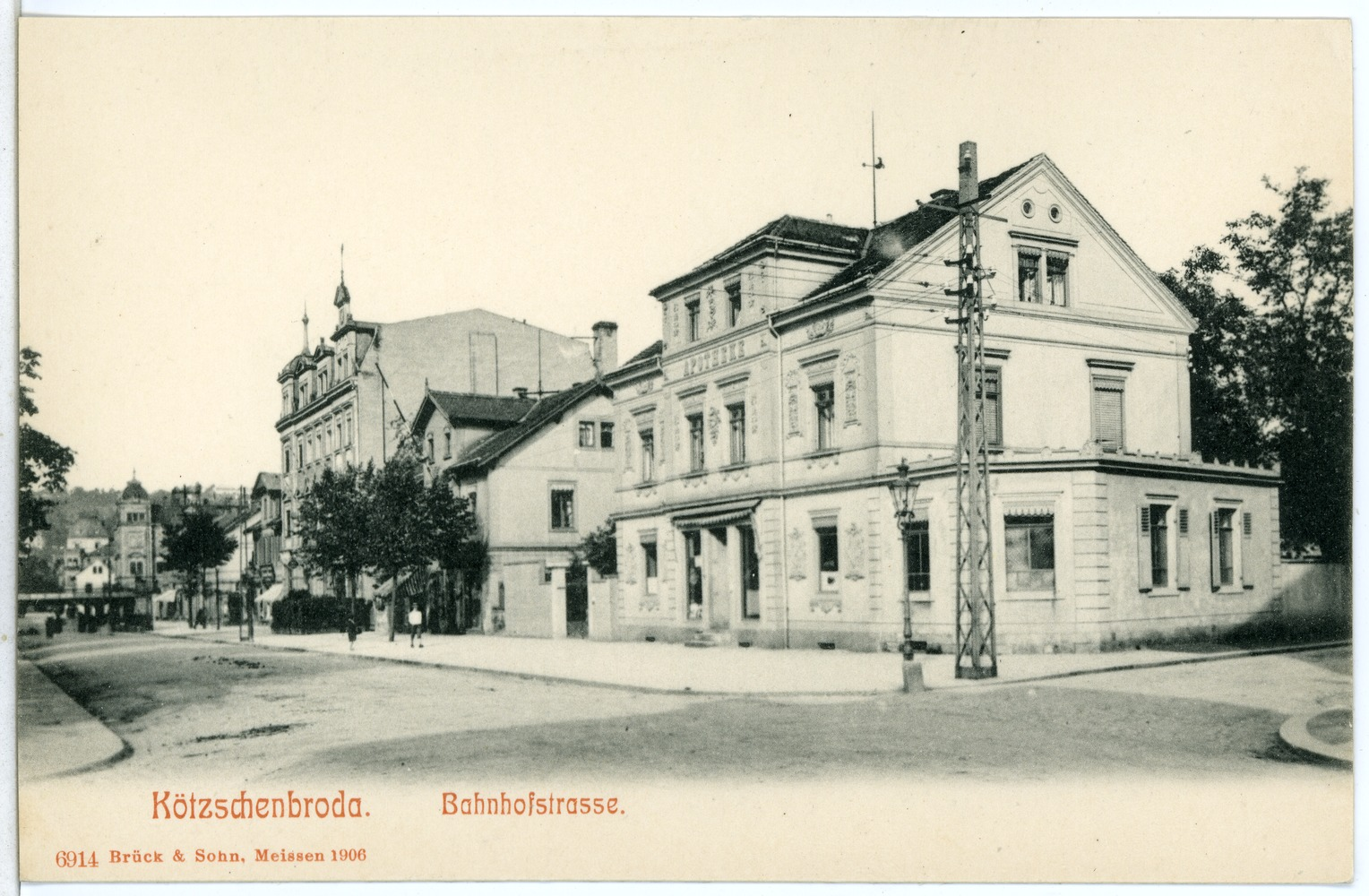
1906: Eingeschossiger Anbau an der Kreuzung
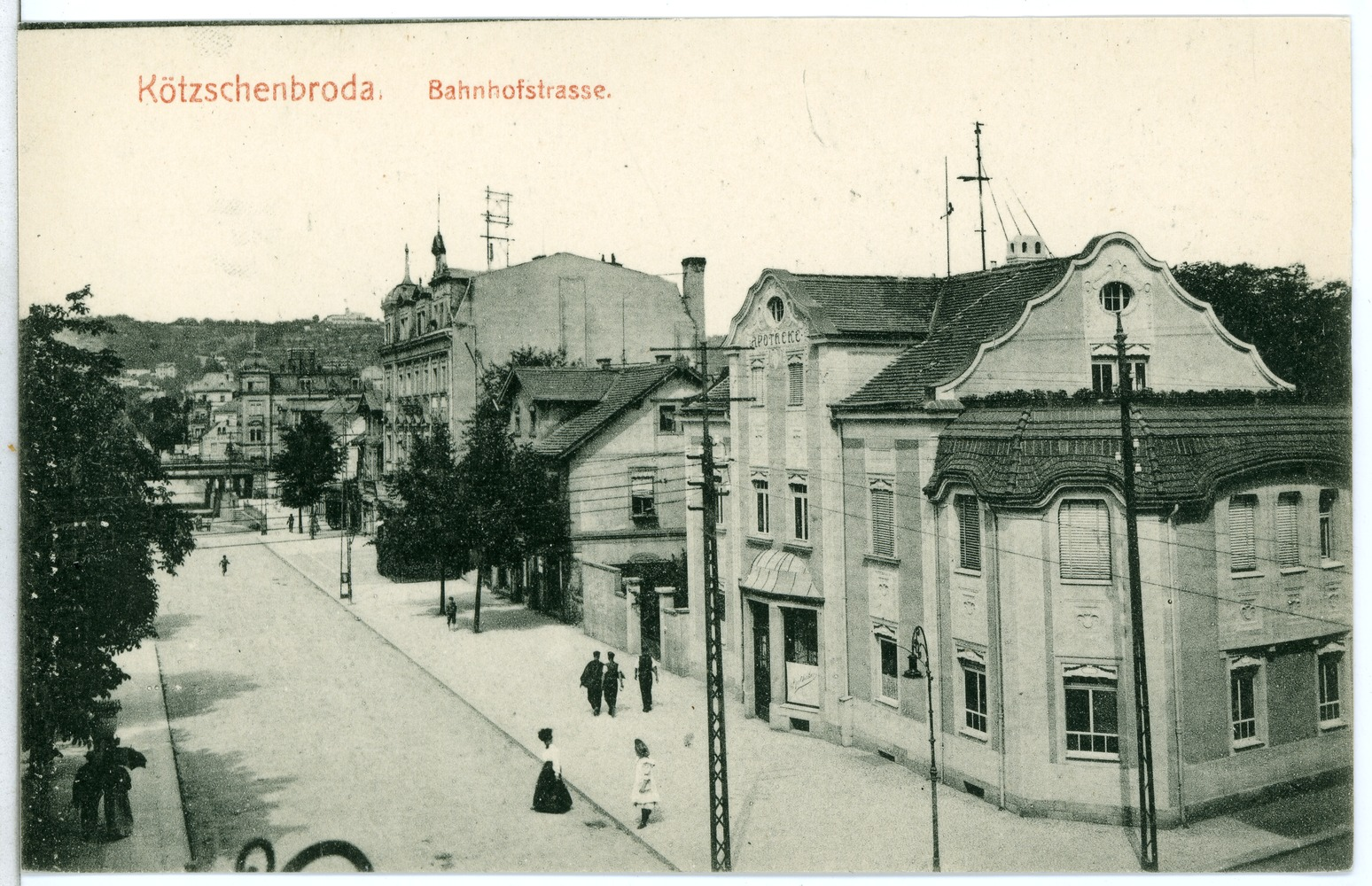
1908: Anbau mit zwei Geschossen, Fassaden verändert, Schweifgiebel